# Liste der Monuments historiques in Malbuisson
Die Liste der Monuments historiques in Malbuisson führt die Monuments historiques in der französischen Gemeinde Malbuisson auf.

## Liste der Objekte
| Bezeichnung        | Beschreibung            | Standort                       | Kennzeichnung | Schutzstatus | Datum | Bild |
| ------------------ | ----------------------- | ------------------------------ | ------------- | ------------ | ----- | ---- |
| Vier Altarleuchter | Kupfer, 16. Jahrhundert | in der Kirche St-Claude (Lage) | PM25000918    | Classé       | 1928  |      |